# Hurricane, West Virginia
Hurricane är en stad i Putnam County i West Virginia i USA i den västra delen av delstaten närmare 40 km väster om delstatens huvudstad Charleston.

## Kända personer från Hurricane
- Hubert S. Ellis, politiker